# Markovits László
Markovits László (1970. április 4. –) kétszeres országos bajnok visszavonult magyar hivatásos teniszező, sportvezető, Markovits Kálmán kétszeres olimpiai bajnok vízilabdázó fia.
1987-ben vett részt első felnőtt versenyén, 1995-ben lett profi játékos. Főként párosban lépett pályára. Karrierje során egyszer játszott döntőt ATP-tornán, 1995-ben Umagban, ahol oldalán a svéd David Ekerottal 6–4, 6–0-ra kikaptak a Luis Lobo–Javier Sánchez-kettőstől. Challenger versenyeken nyolcszor játszott páros döntőt, ezek közül négyet nyert meg partnereivel. Egyéniben nem szerepelt Grand Slam-tornán, párosban kétszer, 1996-ban a Roland Garroson és a wimbledoni teniszbajnokságon, de mérkőzést nem sikerült nyernie. Két olimpián vett részt, 1988-ban Szöulban és 1996-ban Atlantában. Az egyéni világranglistán a legjobb helyezése a 604. volt, amelyet 1987 októberében ért el. Párosban 1996 áprilisában a 118. helyen állt. 1987 és 1997 között tagja volt a magyar Davis-kupa-válogatottnak. 1999-ben vonult vissza.

## ATP-döntői

### Páros

#### Elveszített döntői (1)
|    | Dátum               | Torna                   | Borítás | Partner      | Ellenfelek a döntőben    | Eredmény a döntőben |
| 1. | 1995. augusztus 27. | Croatia Open Umag, Umag | Salak   | David Ekerot | Luis Lobo Javier Sánchez | 4–6, 0–6            |

## Eredményei Grand Slam-tornákon

### Párosban
| Grand Slam | Australian Open  | Australian Open | Roland Garros       | Roland Garros                | Wimbledon           | Wimbledon                   | US Open          | US Open         |
| Év         | Eredmény Partner | Utolsó ellenfél | Eredmény Partner    | Utolsó ellenfél              | Eredmény Partner    | Utolsó ellenfél             | Eredmény Partner | Utolsó ellenfél |
| 1996       | –                | –               | 1. kör David Ekerot | Hendrik Jan Davids Cyril Suk | 1. kör David Ekerot | Jeff Belloli Lijendar Pedzs | –                | –               |

## Challenger-döntői

### Páros

#### Győzelmei (4)
| No. | Dátum                | Helyszín | Borítás     | Partner       | Ellenfelek a döntőben           | Eredmény a döntőben |
| 1.  | 1995. június 11.     | Medellín | Salak       | Wayne Black   | Lijendar Pedzs Maurice Ruah     | 7–5, 6–4            |
| 2.  | 1995. november 5.    | Aachen   | Szőnyeg (f) | David Ekerot  | Alexander Mronz Lars Rehmann    | 6–7, 6–4, 7–6       |
| 3.  | 1996. augusztus 25.  | Graz     | Salak       | Pablo Albano  | Filippo Messori Cristian Brandi | 6–4, 6–1            |
| 4.  | 1996. szeptember 15. | Budapest | Salak       | Sávolt Attila | Tuomas Ketola Borut Urh         | visszaléptek        |

#### Elveszített döntői (4)
| No. | Dátum                | Helyszín     | Borítás | Partner       | Ellenfelek a döntőben             | Eredmény a döntőben |
| 1.  | 1994. május 22.      | Budapest     | Salak   | Köves Gábor   | João Cunha-Silva Nuno Marques     | 7–6, 4–6, 6–7       |
| 2.  | 1994. június 26.     | Braunschweig | Salak   | Köves Gábor   | Horacio de la Peña Javier Sánchez | 4–6, 6–7            |
| 3.  | 1995. szeptember 17. | Budapest     | Salak   | Köves Gábor   | Emanuel Couto João Cunha-Silva    | 6–4, 5–7, 4–6       |
| 4.  | 1997. augusztus 3.   | Poznań       | Salak   | Jordi Burillo | David Rikl Tomáš Anzari           | 3–6, 2–6            |

## Év végi világranglista-helyezései
| Év       | 1987 | 1988 | 1989 | 1990 | 1991 | 1992 | 1993 |
| Helyezés | 638. | 885. | 742. | 833. | N/A  | N/A  | 747. |

## Sporttisztviselőként
2002 októberében a Vasas SC ügyvezető elnökének választották (újraválasztva: 2006, 2011, 2016 2021). 2006-ban a MOB elnökségi tagja lett. 2015 júliusában a Magyar Röplabda Szövetség alelnöke lett. 2020 júliusában megválasztották a Magyar Tenisz Szövetség alelnökének. 2024-ben nem pályázott újra a MOB elnökségi tagságra.